# Oleg Kornéiev
Oleg Kornéiev (en rus: Олег Анатольевич Корнеев), nascut a la Unió Soviètica el 25 de juliol de 1969), és un jugador d'escacs rus, que va jugar sota bandera soviètica, i que representa actualment Espanya. Té el títol de Gran Mestre des de 1995.
A la llista d'Elo de la FIDE del desembre de 2021, hi tenia un Elo de 2521 punts, cosa que en feia el jugador número 17 (en actiu) de l'estat espanyol. El seu màxim Elo va ser de 2671 punts, a la llista d'abril de 2006 (posició 35 al rànquing mundial).

## Resultats destacats en competició
Kornéiev és conegut com un dels millors jugadors mundials en el circuit de torneig oberts per sistema suís, dels quals n'ha jugat i guanyat molts, especialment a l'estat espanyol.
El 1996 va guanyar la 16a edició de l'Obert Vila de Benasc.
El 2003 va guanyar la 23a edició de l'Obert Vila de Benasc.
El 2004 empatà als llocs 1r–6è amb Ievgueni Naier, Artiom Timoféiev, Zoltan Gyimesi, Sergey Grigoriants i Kaido Külaots a l'obert d'escacs de Cappelle-la-Grande, Aquest any fou segon al Circuit Català d'Oberts Internacionals d'Escacs, rere Víktor Moskalenko, un èxit que repetiria l'any següent, el 2005, aquest cop rere Serhí Fedortxuk. El 2005 va guanyar el X Magistral Vila de Benasc. El 2006 va guanyar la 26a edició de l'Obert Vila de Benasc.
El 2012 fou tercer al Torneig Internacional Forni di Sopra, a Forni di Sopra (el campió fou Iván Salgado).
El 2013 empatà al segon lloc al Campionat d'Espanya, a Linares, amb Julen Arizmendi, Miquel Illescas i David Antón (el campió fou Ivan Salgado). El mateix any empatà al primer lloc amb 7/9 punts al fort Memorial Txigorin (el campió per desempat fou Oleksandr Aresxenko).
El setembre de 2015 fou campió del 12è Torneig internacional d'Avicenna amb 9½ punts d'11, mig punt per davant d'Ehsan Ghaem Maghami.

### Participació en competicions per equips
Kornéiev va participar representant Espanya en les olimpíades de 2012 a Istanbul, on hi va fer 4½ punts de 8 partides. L'octubre de 2017 va participar amb la selecció espanyola al Campionat d'Europa d'escacs per equips, a Khersónissos, Creta, i hi va fer 2.5/6 punts jugant com a reserva.